# Altay (Regierungsbezirk)
| Basisdaten        | Basisdaten       |
| ----------------- | ---------------- |
| Großregion:       | Nordwestchina    |
| Autonomes Gebiet: | Xinjiang         |
| Status:           | Regierungsbezirk |
| Einwohner:        | 668.587 (2020)   |
| Fläche:           | 117.988 km²      |
|                   |                  |

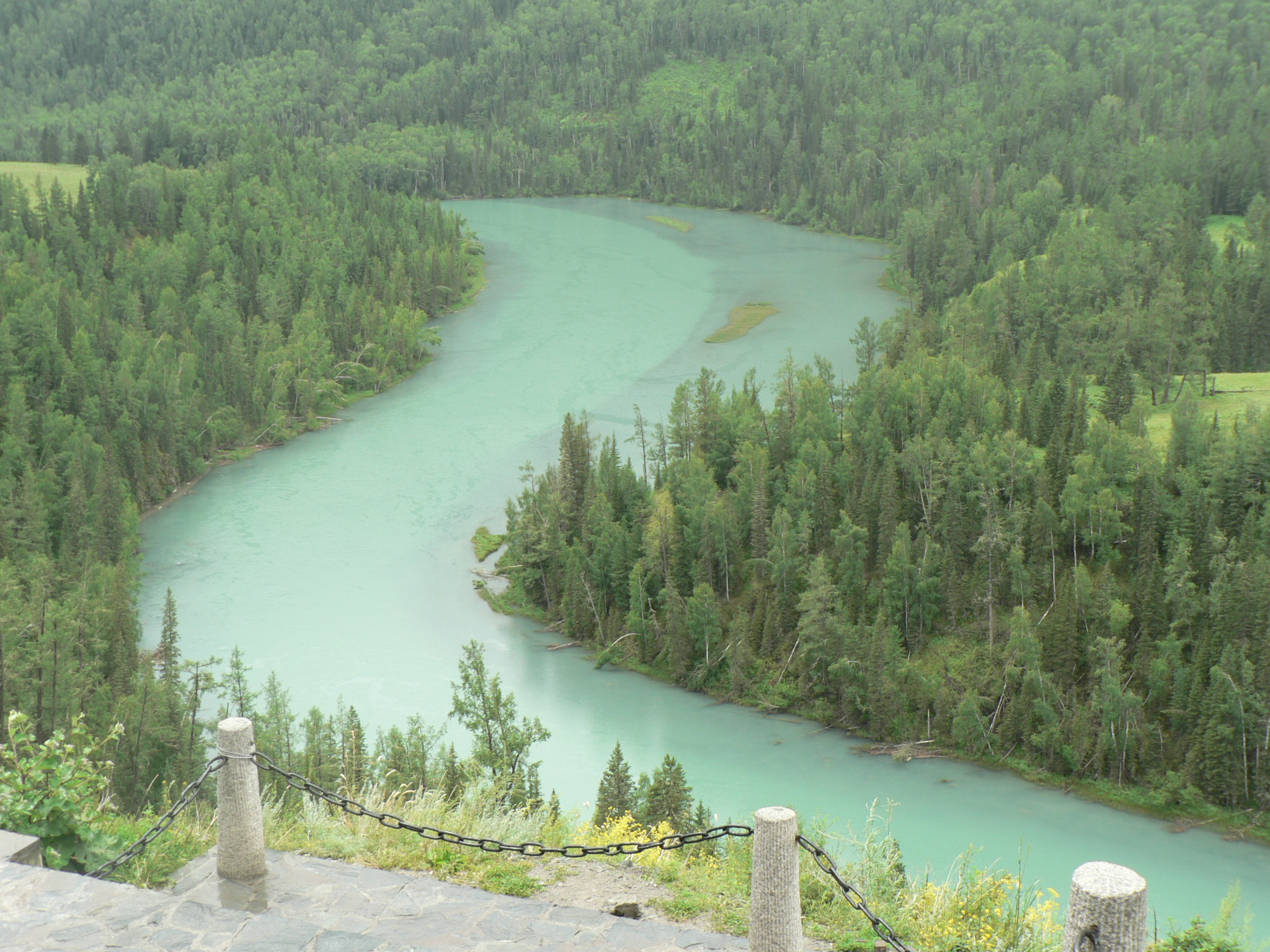
Blick auf den Kanas, rechter Quellfluss des Burqin

Altay (chinesisch 阿勒泰地区, Pinyin Ālètài Dìqū, uigurisch ئالتاي ۋىلايىتى Altay Wilayiti, kasachisch التاي ايماعى Altay aymağı) ist ein chinesischer Regierungsbezirk und gehört zum Kasachischen Autonomen Bezirk Ili im Uigurischen Autonomen Gebiet Xinjiang. Altay hat eine Fläche von 118.015 km², seine Hauptstadt ist das gleichnamige Altay. Auf Kreisebene unterstehen dem Regierungsbezirk eine Stadt und sechs Kreise (Stand: Zensus 2010):
- die Stadt Altay (阿勒泰市 Ālètài Shì), 10.852 km², 190.064 Einwohner;
- der Kreis Qinggil (青河县 Qīnghé Xiàn), Hauptort: Großgemeinde Qinggil (青河镇), 15.790 km², 58.858 Einwohner;
- der Kreis Jeminay (吉木乃县 Jímùnǎi Xiàn), Hauptort: Großgemeinde Topterek (托普铁热克镇), 7.145 km², 35.365 Einwohner;
- der Kreis Koktokay (富蕴县 Fùyùn Xiàn), Hauptort: Großgemeinde Ku Ertix (库额尔齐斯镇), 32.327 km², 87.886 Einwohner;
- der Kreis Burqin (布尔津县 Bù’ěrjīn Xiàn), Hauptort: Großgemeinde Burqin (布尔津镇), 10.369 km², 66.758 Einwohner;
- der Kreis Burultokay (福海县 Fúhǎi Xiàn), Hauptort: Großgemeinde Fuhai (福海镇), 33.319 km², 81.845 Einwohner;
- der Kreis Kaba (哈巴河县 Hābāhé Xiàn), Hauptort: Großgemeinde Akqi (阿克齐镇), 8.186 km², 82.507 Einwohner.

Beim Zensus im Jahre 2000 hatte der Kreis Altay 561.667 Einwohner und die Stadt 142.000 Einwohner (Bevölkerungsdichte: 4,76 Einw./km²).

## Ethnische Gliederung der Bevölkerung des Regierungsbezirks Altay (2000)
| Name des Volkes | Einwohner | Anteil  |
| --------------- | --------- | ------- |
| Kasachen        | 288.612   | 51,38 % |
| Han             | 229.894   | 40,93 % |
| Hui             | 22.166    | 3,95 %  |
| Uiguren         | 10.068    | 1,79 %  |
| Mongolen        | 5.486     | 0,98 %  |
| Dongxiang       | 1.724     | 0,31 %  |
| Tataren         | 1.236     | 0,22 %  |
| Sonstige        | 2.481     | 0,44 %  |